# پابلو گلگو
پابلو گلگو (انگلیسی: Pablo Gállego؛ زادهٔ ۱ اکتبر ۱۹۹۳) بازیکن فوتبال اهل اسپانیا است.
از باشگاه‌هایی که در آن بازی کرده‌است می‌توان به باشگاه فوتبال اوئسکا و باشگاه فوتبال لاریسا اشاره کرد.
وی همچنین در تیم ملی فوتبال نیکاراگوئه بازی کرده‌است.